# Arnett Moultrie
Arnett Nathaniel Moultrie (New York, 18 novembre 1990) è un cestista statunitense.

## Carriera
È stato selezionato dai Miami Heat al primo giro del Draft NBA 2012 (27ª scelta assoluta).

## Statistiche

### College
| Anno      | Squadra      | PG  | PT | MP   | TC%  | 3P%  | TL%  | RP   | AP  | PRP | SP  | PP   |
| --------- | ------------ | --- | -- | ---- | ---- | ---- | ---- | ---- | --- | --- | --- | ---- |
| 2008-2009 | UTEP Miners  | 37  | 34 | 26,8 | 50,2 | 28,2 | 53,5 | 8,2  | 0,6 | 0,8 | 0,9 | 8,8  |
| 2009-2010 | UTEP Miners  | 33  | 33 | 28,9 | 47,5 | 22,5 | 65,1 | 6,7  | 1,2 | 1,4 | 0,8 | 9,8  |
| 2011-2012 | MSU Bulldogs | 30  | 30 | 35,8 | 54,9 | 44,4 | 78,0 | 10,5 | 1,2 | 0,8 | 0,8 | 16,4 |
| Carriera  | Carriera     | 100 | 97 | 30,2 | 51,1 | 28,9 | 67,6 | 8,4  | 1,0 | 1,0 | 0,9 | 11,4 |

### NBA

#### Regular season
| Anno      | Squadra            | PG | PT | MP   | TC%  | 3P% | TL%  | RP  | AP  | PRP | SP  | PP  |
| --------- | ------------------ | -- | -- | ---- | ---- | --- | ---- | --- | --- | --- | --- | --- |
| 2012-2013 | Philadelphia 76ers | 47 | 0  | 11,5 | 58,2 | 0,0 | 64,3 | 3,1 | 0,2 | 0,4 | 0,2 | 3,7 |
| 2013-2014 | Philadelphia 76ers | 12 | 2  | 15,6 | 42,1 | 0,0 | 80,0 | 2,9 | 0,2 | 0,7 | 0,3 | 3,0 |
| Carriera  | Carriera           | 59 | 2  | 12,4 | 54,7 | 0,0 | 66,7 | 3,1 | 0,2 | 0,4 | 0,2 | 3,6 |

## Palmarès
- Campionato estone: 1

Kalev/Cramo: 2018-19

## Carriera
Viene fermato per cinque gare dall'NBA nel marzo 2014 causa positività al test antidoping.